# Madenphloeus villiersi
Madenphloeus villiersi es una especie de coleóptero de la familia Zopheridae.

## Distribución geográfica
Habita en Madagascar.